# Oliver Lenhardt
Oliver Lenhardt (* 20. Jahrhundert) ist ein ehemaliger deutscher Basketballspieler.

## Leben
Lenhardt spielte in den 1980er Jahren bis 1990 für den DTV Charlottenburg in der Basketball-Bundesliga und trat mit der Mannschaft teils auch im europäischen Vereinswettbewerb Korać-Cup an. Mit den Altherrenmannschaften des DTV-Nachfolgevereins DBV Charlottenburg gewann er mehrmals die deutsche Meisterschaft.
Lenhardt studierte zwischen 1988 und 1995 Betriebswirtschaftslehre an der Freien Universität Berlin und wurde anschließend im Bau- und Immobiliengewerbe beruflich tätig.